# Wellington (Maine)
Wellington ist eine Town im Piscataquis County des Bundesstaates Maine in den Vereinigten Staaten. Im Jahr 2020 lebten dort 229 Einwohner in 250 Haushalten auf einer Fläche von 103,42 km².

## Geographie
Nach dem United States Census Bureau hat Wellington eine Gesamtfläche von 103,42 km², von der 103,24 km² Land sind und 0,18 km² aus Gewässern bestehen.

### Geographische Lage
Wellington liegt im Südwesten des Piscataquis County und grenzt an das Somerset County. Es gibt einige kleinere Seen auf dem Gebiet der Town. Die Oberfläche ist leicht hügelig und die höchste Erhebung ist der zentral gelegene, 306 m hohe King Hill.

### Nachbargemeinden
Alle Entfernungen sind als Luftlinien zwischen den offiziellen Koordinaten der Orte aus der Volkszählung 2010 angegeben.
- Norden: Kingsbury, 8,6 km
- Nordosten: Parkman, 13,3 km
- Südosten: Cambridge, Somerset County, 11,3 km
- Süden: Harmony, Somerset County, 11,6 km
- Südwesten: Athens, Somerset County, 14,0 km
- Westen: Brighton Plantation, Somerset County, 9,5 km

### Stadtgliederung
In Wellington gibt es mehrere Siedlungsgebiete: Burdin, Burdin Corner, Huff Corner, Hutchins Corner und Wellington.

### Klima
Die mittlere Durchschnittstemperatur in Wellington liegt zwischen −11,1 °C (12 °F) im Januar und 19,4 °C (67 °F) im Juli. Damit ist der Ort gegenüber dem langjährigen Mittel der USA um etwa 9 Grad kühler. Die Schneefälle zwischen Oktober und Mai liegen mit bis zu zweieinhalb Metern mehr als doppelt so hoch wie die mittlere Schneehöhe in den USA; die tägliche Sonnenscheindauer liegt am unteren Rand des Wertespektrums der USA.

## Geschichte
Die Besiedlung durch europäische Siedler begann im Jahr 1814. Als Town wurde Wellington am 23. Februar 1828 organisiert. Zunächst wurde es nach der Vermessung Township No. 3, First Range Bingham's Kennebec Purchase, East of Kennebec River (T3 R1 BKP EKR) genannt, aber auch Bridges Town, Bridgestown oder Bridgetown. An das benachbarte Parkman wurde im Jahr 1841 Land abgegeben und an Cambridge im Jahr 1885.
Benannt wurde die Town nach Arthur Wellesley, 1. Duke of Wellington.

### Einwohnerentwicklung
| Volkszählungsergebnisse – Town of Wellington, Maine | Volkszählungsergebnisse – Town of Wellington, Maine | Volkszählungsergebnisse – Town of Wellington, Maine | Volkszählungsergebnisse – Town of Wellington, Maine | Volkszählungsergebnisse – Town of Wellington, Maine | Volkszählungsergebnisse – Town of Wellington, Maine | Volkszählungsergebnisse – Town of Wellington, Maine | Volkszählungsergebnisse – Town of Wellington, Maine | Volkszählungsergebnisse – Town of Wellington, Maine | Volkszählungsergebnisse – Town of Wellington, Maine | Volkszählungsergebnisse – Town of Wellington, Maine |
| Jahr                                                | 1800                                                | 1810                                                | 1820                                                | 1830                                                | 1840                                                | 1850                                                | 1860                                                | 1870                                                | 1880                                                | 1890                                                |
| --------------------------------------------------- | --------------------------------------------------- | --------------------------------------------------- | --------------------------------------------------- | --------------------------------------------------- | --------------------------------------------------- | --------------------------------------------------- | --------------------------------------------------- | --------------------------------------------------- | --------------------------------------------------- | --------------------------------------------------- |
| Einwohner                                           |                                                     |                                                     |                                                     | 639                                                 | 722                                                 | 600                                                 | 694                                                 | 681                                                 | 647                                                 | 584                                                 |
| Jahr                                                | 1900                                                | 1910                                                | 1920                                                | 1930                                                | 1940                                                | 1950                                                | 1960                                                | 1970                                                | 1980                                                | 1990                                                |
| Einwohner                                           | 413                                                 | 393                                                 | 459                                                 | 350                                                 | 261                                                 | 252                                                 | 231                                                 | 232                                                 | 287                                                 | 270                                                 |
| Jahr                                                | 2000                                                | 2010                                                | 2020                                                | 2030                                                | 2040                                                | 2050                                                | 2060                                                | 2070                                                | 2080                                                | 2090                                                |
| Einwohner                                           | 258                                                 | 260                                                 | 229                                                 |                                                     |                                                     |                                                     |                                                     |                                                     |                                                     |                                                     |

## Wirtschaft und Infrastruktur

### Verkehr
Die Maine State Route 154 führt in nordsüdlicher Richtung durch das Gebiet von Wellington. Sie verbindet Wellington mit Brighton im Westen und Harmony im Süden.

### Öffentliche Einrichtungen
In Wellington gibt es keine medizinischen Einrichtungen oder Krankenhäuser. Nächstgelegene Einrichtungen für die Bewohner von Wellington befinden sich in Hartland und Dexter.
Wellington besitzt keine eigene Bücherei, die nächstgelegene befindet sich in Parkman.

### Bildung
Wellington gehört mit Abbot, Cambridge, Guilford, Parkman und Sangerville zum MSAD 04.
Im Schulbezirk werden folgende Schulen angeboten:
- Piscataquis Community Elementary School in Guilford mit den Schulklassen von Pre-Kindergarten bis Klasse 8
- Piscataquis Community High School in Guilford mit den Schulklassen von Klasse 9 bis 12